# ریکاما
ریکاما (به لاتین: Reikama) یک منطقهٔ مسکونی در استونی است که در دهستان پوهالپا واقع شده‌است.